# Специален отряд (сериал, 2017)
„Специален отряд“ (на английски: S.W.A.T.) е северноамерикански екшън драматичен криминален сериал, базиран на едноименния сериал през 1975 г., по идея на Робърт Хамнър и разработен от Рик Хъски.
Арън Расхан Томас и Шон Райън разработват новия сериал, премиерата му е на 2 ноември 2017 г. по CBS и е продуциран от Original Film, CBS Studios и Sony Pictures Television.
На 9 май 2019 г. CBS подновява сериала за трети сезон, който се излъчва на 2 октомври 2019 г. През май 2020 г. подновява сериала за четвърти сезон, който се излъчва на 11 ноември 2020 г. През април 2021 г. сериалът е подновен за пети сезон, който е насрочен за премиерно излъчване на 1 октомври 2021 г.

## В България
В България първоначално е излъчен първи сезон по AXN на 1 май 2018 г.
На 8 август 2018 г. започва второ премиерно излъчване на първи сезон по Нова телевизия, всеки делник от 22:30 ч. и завършва на 7 септември. На 15 юли 2020 г. започна втори сезон, всеки делник от 22:30 ч. На 30 юли 2021 г. започна трети сезон.
Повторенията на първи сезон започват на 8 юли 2021 г. по Диема.
В първи и втори сезон дублажът е на Доли Медия Студио, а на трети сезон дублажът е на Диема Вижън, чието име не се споменава. Ролите се озвучават от Ева Демирева, Мими Йорданова, Любомир Младенов, Росен Плосков и Станислав Димитров. В трети сезон Демирева и Младенов са заместени съответно от Даниела Йорданова и Илиян Пенев.